# 2.ª etapa da Volta a Espanha de 2017
A 2ª etapa da Volta a Espanha de 2017 teve lugar a 21 de agosto de 2017 entre Nimes e  Gruissan sobre um percurso plano de 203,4 km.

## Classificação da etapa
| \| Classificação por etapas \| Classificação por etapas \| Classificação por etapas \| Classificação por etapas \| Classificação por etapas \| \| Ciclista \| Ciclista \| Equipe \| Tempo \| \| \| ------------------------ \| ------------------------ \| ------------------------ \| ------------------------ \| ------------------------ \| \| 1. \| Yves Lampaert \| Quick-Step Floors \| 4h36m13s \| \| \| 2. \| Matteo Trentin \| Quick-Step Floors \| + 0s \| \| \| 3. \| Adam Blythe \| Aqua Blue Sport \| + 0s \| \| \| 4. \| Edward Theuns \| Trek-Segafredo \| + 0s \| \| \| 5. \| Sacha Modolo \| UAE Team Emirates \| + 0s \| \| \| 6. \| Michaek Schwarzmann \| Bora-Hansgrohe \| + 0s \| \| \| 7. \| Tom Van Asbroeck \| Cannondale-Drapac \| + 0s \| \| \| 8. \| Daniel Oss \| BMC Racing Team \| + 0s \| \| \| 9. \| Patrick Konrad \| Bora-Hansgrohe \| + 0s \| \| \| 10. \| Vincenzo Nibali \| Bahrain-Merida \| + 0s \| \| |                     |                   |          |
| |                     |                   |          |
| Fonte: ProCyclingStats |                     |                   |          |
| Classificação por etapas |                     |                   |          |
| Ciclista | Ciclista            | Equipe            | Tempo    |
| 1. | Yves Lampaert       | Quick-Step Floors | 4h36m13s |
| 2. | Matteo Trentin      | Quick-Step Floors | + 0s     |
| 3. | Adam Blythe         | Aqua Blue Sport   | + 0s     |
| 4. | Edward Theuns       | Trek-Segafredo    | + 0s     |
| 5. | Sacha Modolo        | UAE Team Emirates | + 0s     |
| 6. | Michaek Schwarzmann | Bora-Hansgrohe    | + 0s     |
| 7. | Tom Van Asbroeck    | Cannondale-Drapac | + 0s     |
| 8. | Daniel Oss          | BMC Racing Team   | + 0s     |
| 9. | Patrick Konrad      | Bora-Hansgrohe    | + 0s     |
| 10. | Vincenzo Nibali     | Bahrain-Merida    | + 0s     |

## Classificações ao final da etapa

### Classificação geral
| \| Classificação geral \| Classificação geral \| Classificação geral \| Classificação geral \| Classificação geral \| \| Ciclista \| Ciclista \| Equipe \| Tempo \| \| \| ------------------- \| ------------------- \| ------------------- \| ------------------- \| ------------------- \| \| 1. \| Yves Lampaert \| Quick-Step Floors \| 4h52m07s \| \| \| 2. \| Matteo Trentin \| Quick-Step Floors \| + 1s \| \| \| 3. \| Daniel Oss \| BMC Racing Team \| + 3s \| \| \| 4. \| Tejay van Garderen \| BMC Racing Team \| + 17s \| \| \| 5. \| Nicolas Roche \| BMC Racing Team \| + 17s \| \| \| 6. \| Rohan Dennis \| BMC Racing Team \| + 17s \| \| \| 7. \| Julian Alaphilippe \| Quick-Step Floors \| + 18s \| \| \| 8. \| Wilco Kelderman \| Team Sunweb \| + 18s \| \| \| 9. \| Chris Froome \| Team Sky \| + 21s \| \| \| 10. \| Wout Poels \| Team Sky \| + 21s \| \| |                    |                   |          |
| |                    |                   |          |
| Fonte: ProCyclingStats |                    |                   |          |
| Classificação geral |                    |                   |          |
| Ciclista | Ciclista           | Equipe            | Tempo    |
| 1. | Yves Lampaert      | Quick-Step Floors | 4h52m07s |
| 2. | Matteo Trentin     | Quick-Step Floors | + 1s     |
| 3. | Daniel Oss         | BMC Racing Team   | + 3s     |
| 4. | Tejay van Garderen | BMC Racing Team   | + 17s    |
| 5. | Nicolas Roche      | BMC Racing Team   | + 17s    |
| 6. | Rohan Dennis       | BMC Racing Team   | + 17s    |
| 7. | Julian Alaphilippe | Quick-Step Floors | + 18s    |
| 8. | Wilco Kelderman    | Team Sunweb       | + 18s    |
| 9. | Chris Froome       | Team Sky          | + 21s    |
| 10. | Wout Poels         | Team Sky          | + 21s    |

### Classificação por pontos
| Classificação por pontos | Classificação por pontos | Classificação por pontos | Classificação por pontos | Classificação por pontos |
| Ciclista                 | Ciclista                 | Equipe                   | Pontos                   |                          |
| ------------------------ | ------------------------ | ------------------------ | ------------------------ | ------------------------ |
| 1.                       | Yves Lampaert            | Quick-Step Floors        | 25 pts                   |                          |
| 2.                       | Matteo Trentin           | Quick-Step Floors        | 24 pts                   |                          |
| 3.                       | Adam Blythe              | Aqua Blue Sport          | 16 pts                   |                          |
| 4.                       | Edward Theuns            | Trek-Segafredo           | 14 pts                   |                          |
| 5.                       | Sacha Modolo             | UAE Team Emirates        | 12 pts                   |                          |
| 6.                       | Michaek Schwarzmann      | Bora-Hansgrohe           | 10 pts                   |                          |
| 7.                       | Daniel Oss               | BMC Racing Team          | 9 pts                    |                          |
| 8.                       | Tom Van Asbroeck         | Cannondale-Drapac        | 9 pts                    |                          |
| 9.                       | Patrick Konrad           | Bora-Hansgrohe           | 7 pts                    |                          |
| 10.                      | Vincenzo Nibali          | Bahrain-Merida           | 6 pts                    |                          |

### Classificação por equipas
| Classificação por equipes | Classificação por equipes | Classificação por equipes | Classificação por equipes |
| Equipe                    | Equipe                    | Tempo                     |                           |
| ------------------------- | ------------------------- | ------------------------- | ------------------------- |
| 1.                        | Quick-Step Floors         | 14h04m51s                 |                           |
| 2.                        | BMC Racing Team           | + 12s                     |                           |
| 3.                        | Bora-Hansgrohe            | + 15s                     |                           |
| 4.                        | Sky                       | + 24s                     |                           |
| 5.                        | Team Sunweb               | + 26s                     |                           |
| 6.                        | Orica-Scott               | + 29s                     |                           |
| 7.                        | Lotto-Soudal              | + 39s                     |                           |
| 8.                        | Movistar Team             | + 39s                     |                           |
| 9.                        | Cannondale-Drapac         | + 45s                     |                           |
| 10.                       | Trek-Segafredo            | + 47s                     |                           |